# 克里潘
克里潘（西班牙語：Cripán）是西班牙巴斯克自治区阿拉瓦省的一个市镇。总面积13km²，总人口190人（2001年），人口密度15人/km²。